# Dąbrówka Infułacka
Dąbrówka Infułacka – część miasta Tarnowa, dawniej wieś.
W granicach Tarnowa od 1951 r., należy do jednostki pomocniczej gminy Osiedle nr 8 „Mościce”.
Wieś Dąbrówka Infułacka istniała już w 1408. W tym roku Mikołaj zwany Górką, dziedzic z Łękawki, sprzedał za 9 grzywien połowę wsi proboszczowi kościoła w Tarnowie. Później przez około 400 lat grunty we wsi należały do Kościoła. W 1921 Dąbrówka Infułacka liczyła 539 mieszkańców, gęstość zaludnienia wynosiła 138 os./km². W 1929 rady gmin Dąbrówki Infułackiej i Świerczkowa podjęły jednomyślnie decyzję o połączeniu. Nowej gminie jednostkowej nadano nazwę Mościce (od nazwiska prezydenta RP). W 1951 obszar Mościc przyłączono do Tarnowa. W XX wieku na obszarze Dąbrówki Infułackiej zostały wybudowane osiedla domków jednorodzinnych, szeregowych i bloki Spółdzielni Mieszkaniowej „Dąbrówka”.